# Tour dei British and Irish Lions 2009
Il tour dei British and Irish Lions 2009 fu il 29º tour ufficiale della formazione interbritannica di rugby a 15 dei British and Irish Lions; si tenne per la 14ª volta in Sudafrica, dal 30 maggio al 4 luglio 2009, e consisté in una serie di 10 incontri, di cui tre test match contro gli Springbok, programmati per gli ultimi tre sabati della spedizione.
Gli altri sette incontri si tennero contro cinque provincie rugbistiche sudafricane (Golden Lions, Free State Cheetahs, Natal Sharks, Western Province e la neoistituita Southern Kings) più una formazione mista nota come Highveld XV o Royal XV, e la formazione A del Sudafrica, nota come Emerging Springboks.
Allenatore capo della squadra dei British Lions fu il veterano scozzese Ian McGeechan, al suo ottavo tour complessivo in qualsiasi ruolo; capitano fu designato l'irlandese Paul O'Connell.
Ulteriori 10 giocatori si aggiunsero nel corso del tour per rimpiazzare elementi infortunati.
La serie dei tre test match fu vinta dal Sudafrica per 2 a 1: i primi due incontri furono vinti dagli Springbok rispettivamente con 5 e 3 punti di margine; il terzo incontro, che ridusse le dimensioni della sconfitta britannica, fu vinto dai Lions con uno scarto di 19 punti, 28-9.
Gli incontri infrasettimanali senza valore di test match si risolsero in sei vittorie e un pareggio (contro gli Emerging Springboks a Città del Capo).

## I giocatori
| Avanti              | Avanti             | Avanti        |
| Giocatore           | Ruolo              | Squadra       |
| ------------------- | ------------------ | ------------- |
| Stephen Ferris      | Terza linea ala    | Ulster        |
| Jerry Flannery      | Tallonatore        | Munster       |
| Jamie Heaslip       | Terza linea centro | Leinster      |
| Nathan Hines        | Seconda linea      | Perpignano    |
| Gethin Jenkins      | Pilone             | Cardiff Rugby |
| Adam Jones          | Pilone             | Ospreys       |
| Alun Wyn Jones      | Seconda linea      | Ospreys       |
| Lee Mears           | Tallonatore        | Bath          |
| Euan Murray         | Pilone             | Northampton   |
| Donncha O'Callaghan | Seconda linea      | Munster       |
| Paul O'Connell (c)  | Seconda linea      | Munster       |
| Andy Powell         | Terza linea centro | Cardiff Rugby |
| Alan Quinlan        | Terza linea ala    | Munster       |
| Matthew Rees        | Tallonatore        | Scarlets      |
| Simon Shaw          | Seconda linea      | Wasps         |
| Andrew Sheridan     | Pilone             | Sale Sharks   |
| Phil Vickery        | Pilone             | Wasps         |
| David Wallace       | Terza linea ala    | Munster       |
| Martyn Williams     | Terza linea ala    | Cardiff Rugby |
| Joe Worsley         | Terza linea ala    | Wasps         |

| Tre quarti       | Tre quarti         | Tre quarti    |
| Giocatore        | Ruolo              | Squadra       |
| ---------------- | ------------------ | ------------- |
| Tommy Bowe       | Tre quarti ala     | Ospreys       |
| Lee Byrne        | Estremo            | Ospreys       |
| Keith Earls      | Tre quarti centro  | Munster       |
| Harry Ellis      | Mediano di mischia | Leicester     |
| Luke Fitzgerald  | Tre quarti ala     | Leinster      |
| Riki Flutey      | Tre quarti centro  | Wasps         |
| Leigh Halfpenny  | Tre quarti ala     | Cardiff Rugby |
| Stephen Jones    | Mediano d'apertura | Scarlets      |
| Rob Kearney      | Estremo            | Leinster      |
| Ugo Monye        | Tre quarti ala     | Harlequins    |
| Brian O'Driscoll | Tre quarti centro  | Leinster      |
| Ronan O'Gara     | Mediano d'apertura | Munster       |
| Tomás O'Leary    | Mediano di mischia | Munster       |
| Mike Phillips    | Mediano di mischia | Ospreys       |
| Jamie Roberts    | Tre quarti centro  | Cardiff Rugby |
| Tom Shanklin     | Tre quarti centro  | Cardiff Rugby |
| Shane Williams   | Tre quarti ala     | Ospreys       |

## I risultati

### Itest match
| Durban 20 giugno 2009, ore 15 UTC+2 | Sudafrica      | 26 – 21 referto | British Lions | ABSA Stadium (47 813 spett.)\| Arbitro: \| Bryce Lawrence \| |
| Arbitro:                            | Bryce Lawrence |                 |               |                                                              |

| Pretoria 27 giugno 2009, ore 15 UTC+2 | Sudafrica         | 28 – 25 referto | British Lions | Loftus Versfeld (52 511 spett.)\| Arbitro: \| Christophe Berdos \| |
| Arbitro:                              | Christophe Berdos |                 |               |                                                                    |

| Johannesburg 4 luglio 2009, ore 15 UTC+2 | Sudafrica        | 9 – 28 referto | British Lions | Ellis Park (58 318 spett.)\| Arbitro: \| Stuart Dickinson \| |
| Arbitro:                                 | Stuart Dickinson |                |               |                                                              |

### Gli altri incontri
| Rustenburg 30 maggio 2009, ore 15 UTC+2 | Royal XV      | 25 – 37 referto | British Lions | Royal Bafokeng Stadium (12 352 spett.)\| Arbitro: \| Marius Jonker \| |
| Arbitro:                                | Marius Jonker |                 |               |                                                                       |

| Johannesburg 3 giugno 2009, ore 19:10 UTC+2 | Golden Lions  | 10 – 74 referto | British Lions | Ellis Park (22 218 spett.)\| Arbitro: \| Craig Joubert \| |
| Arbitro:                                    | Craig Joubert |                 |               |                                                           |

| Bloemfontein 6 giugno 2009, ore 15 UTC+2 | F.S. Cheetahs | 24 – 26 referto | British Lions | Vodacom Park (23 710 spett.)\| Arbitro: \| Wayne Barnes \| |
| Arbitro:                                 | Wayne Barnes  |                 |               |                                                            |

| Durban 10 giugno 2009, ore 19:10 UTC+2 | Natal Sharks    | 3 – 39 referto | British Lions | ABSA Stadium (21 530 spett.)\| Arbitro: \| Jonathan Kaplan \| |
| Arbitro:                               | Jonathan Kaplan |                |               |                                                               |

| Città del Capo 13 giugno 2009, ore 15 UTC+2 | Western Province | 23 – 26 referto | British Lions | Newlands Stadium (34 176 spett.)\| Arbitro: \| Mark Lawrence \| |
| Arbitro:                                    | Mark Lawrence    |                 |               |                                                                 |

| Port Elizabeth 16 giugno 2009, ore 15 UTC+2 | Southern Kings | 8 – 20 referto | British Lions | Mandela Bay Stadium (35 883 spett.)\| Arbitro: \| Nigel Owens \| |
| Arbitro:                                    | Nigel Owens    |                |               |                                                                  |

| Città del Capo 23 giugno 2009, ore 19:10 UTC+2 | Sudafrica A   | 13 – 13 referto | British Lions | Newlands Stadium (39 418 spett.)\| Arbitro: \| Alain Rolland \| |
| Arbitro:                                       | Alain Rolland |                 |               |                                                                 |